# Ди (Сычуань)
Ди (кит. 氐, пиньинь Dī) — земледельческие племена предгорий нынешних провинций Шэньси, Ганьсу и Сычуань, потомки древних жун-ди; относятся к пяти варварским племенам китайской истории эпохи шестнадцати варварских государств.

## Происхождение
Согласно А. С. Шабалову, ди были потомками жун-ди. В отношении как древних жун-ди, так и самих ди Шабалов придерживается мнения, что данные народы были монголоязычны. Ряд других исследователей высказывал мнения о принадлежности ди к народам тибето-бирманской группы.
Так или иначе в дальнейшем часть ди переместилась на север, часть перемешалась с цян.

## История
В конце II века среди ди выдвигается «було дашуай» Ян Тэн, он характеризуется как человек «сильный и смелый, имевший много замыслов». Он переселился на укрепленное плато, расположенное высоко в горах, где им было основано государство Чоучи.
В начале IV века выходец из этого племени — Ли Сюн — основал в Сычуани государство Чэн (потом переименованное в Хань), которое в середине IV века было уничтожено государством Цзинь.
В середине IV века другой выходец из этого племени — Фу Цзянь — основал государство Ранняя Цинь. Поначалу оно нанесло ряд поражений империи Цзинь и завладело значительной территорией, но к концу IV века развалилось. Один из его полководцев основал государство Поздняя Лян, которое просуществовало до начала V века. 
Впоследствии ди растворились среди других народов. Предполагается, что народность байма, проживающая в настоящее время на юго-востоке провинции Ганьсу и северо-западе провинции Сычуань, происходит от этих племён ди.